# 허스토리
《허스토리》는 2018년에 개봉한 대한민국의 영화이다. 1992년부터 1998년까지 6년간 일본군위안부 피해자 3명과 여자근로정신대 피해자 7명 등 총 10명의 할머니들이 일본 정부를 상대로 공식적인 사죄와 배상을 청구한 관부재판을 소재로 한 영화이다.

## 줄거리
1991년 부산에서 여행사를 운영하는 문정숙(김희애)은 불미스러운 일로 영업정지를 당하고 피해가 막심한 상태다. 이미지 쇄신을 위해 정신대 피해자 신고 센터를 임시 운영하게 된다. 할머니들의 피해 접수가 들어오면서 정숙은 그의 집에서 수십년간 일한 배정길(김해숙)을 비롯한 박순녀(예수정), 서귀순(문숙), 이옥주(이용녀) 등을 만나게 되고, 그들의 사연에 함께 분노하며 적극적으로 할머니들을 돕게 된다. 그리고 재일변호사 이상일(김준한)과 함께 일본국헌법에 명시된 '도의적 국가로서의 의무'를 근거로 정부의 공식 사과와 손해배상을 얻어내기 위해 부산과 시모노세키를 오가며 기나긴 법정 싸움을 시작한다.

## 캐스팅
- 김희애 : 문정숙 역 (실존 인물 김문숙을 모델로 한 인물)
- 김해숙 : 배정길 역
- 예수정 : 박순녀 역
- 문숙 : 서귀순 역
- 이용녀 : 이옥주 역
- 김선영 : 신 사장 역
- 김준한 : 이상일 역
- 이용이 : 유소득 할머니 역
- 최병모 : 배정길 아들 순모씨 역
- 정인기 : 여행사 최 팀장 역
- 이설 : 딸 혜수 역
- 박명신 : 정대협 대표 역
- 이지하 : 이사장 역
- 김인우 : 재판장 역
- 요코우치 히로키 : 일본 검사 역
- 윤슬 : 하나부사 에미코 후원회장 역
- 금도자 : 스기무라 선생 역
- 야마노우치 타스쿠 : 아베 영사관 과장 역
- 오상윤 : 일장기남 / 법정 우익 역
- 손승훈 : 마을주민 / 법정 우익 역
- 한건태 : 온천장 매니저 역
- 이준이 : 야무쿠치 겐지 변호사 역
- 김리우 : 하시모토 시노부 변호사 역
- 리민 : 택시운전사 1 / 돌멩이 욕설남 역
- 오창경 : 택시운전사 2 역
- 손강국 : 난징 가이드 역
- 박용수 : 뇌신경매독 의사 역
- 임선우 : 일어 통역사 역
- 김혜준 : 혜수 짝 역
- 김시영 : 대한여행사 팀장 / 김희애, 김해숙 스탠드 인 역
- 김효준 : 대한여행사 팀장 역
- 김한상 : 대한여행사 팀장 역
- 이승연 : 후쿠오카 후원회원 역
- 김혜림 : 후쿠오카 후원회원 역
- 한다경 : 후쿠오카 후원회원 역
- 이율 : 후쿠오카 후원회원 역
- 김연철 : 후쿠오카 후원회원 역
- 최청자 : 정신대 원고 할머니들 역
- 이영자 : 정신대 원고 할머니들 역
- 황복순 : 정신대 원고 할머니들 역
- 원근자 : 정신대 원고 할머니들 역
- 홍희자 : 정신대 원고 할머니들 역
- 박경현 : 정신대 원고 할머니들 역
- 윤효진 : 정신대 원고 할머니들 역
- 옥주리 : 여사장들 역
- 김주아 : 여사장들 역
- 박숙명 : 여사장들 역
- 서민경 : 여사장들 역
- 정미경 : 여사장들 역
- 김세인 : 신고센터 자원 봉사자 역
- 안진영 : 신고센터 자원 봉사자 역
- 우연서 : 신고센터 자원 봉사자 역
- 노준영 : 신고센터 자원 봉사자 역
- 노은정 : 이옥주 할머니 조카 역
- 고유림 : 온천장 일본 엄마 역
- 황도위 : 온천장 일본 아이 역
- 박혜숙 : 이상일 모친 역
- 김담로 : 대한여행사 상담부 직원 / 김준한 스탠드 인 역
- 오진호 : 대한여행사 상담부 직원 역
- 이형석 : 대한여행사 상담부 직원 역
- 박정규 : 대한여행사 상담부 직원 역
- 김가은 : 대한여행사 상담부 직원 역
- 나서경 : 대한여행사 안내 데스크 직원 역
- 이선민 : 대한여행사 안내 데스크 직원 역
- 양영애 : 가정부 역
- 최인환 : 문전박대 남 역
- 이현동 : 간판 인부 역
- 정은택 : 간판 인부 역
- 하성영 : 신 사장 식당 일본손님 역
- 박정헌 : 신 사장 식당 일본손님 / 온천장 커플 역
- 김명희 : 온천장 커플 역
- 안수진 : 일본 법원 서기 역
- 조유진 : 일본 법원 서기 역
- 강일생 : 일본 법원 우익 방청객 역
- 김성환 : 일본 법원 우익 방청객 역
- 문성지 : 일본 법원 의사 역
- 조정준 : 대한여행사 경비원 역
- 최정화 : 전화 욕설 역
- 미유키 키노무라 : 이상일 모친 역 (목소리)
- 오유리 : 공항, 항공 안내 방송 역
- 이은경 : 일본 기자 역 (목소리)
- 민주홍 : 공원 여고생 역
- 임서영 : 공원 여고생 역
- 박진수 : 공원 여고생 역
- 윤단비 : 공원 여고생 역
- 문해랑 : 갓난 아기 역
- 이명자 : 옆집 욕쟁이 할머니 역
- 전정일 : 일본검사 2 역
- 김성준 : 일본검사 3 역
- 한지민 : 혜수 윤리교사 역(우정출연)
- 이유영 : 류선영 역 (우정출연)
- 송영창 : 부산 시장 역 (우정출연)
- 진선규 : 사진사 (목소리) 역 (우정출연)
- 박정자 : 집장촌 홍여사 역 (특별출연)
- 안세하 : 택시운전사 3 역 (특별출연)
- 정하담 : 임대아파트 새댁 역 (특별출연)
- 김용신 : 라디오TV 아나운서 (목소리) 역 (특별출연)

## 수상
- 2018년 제27회 부일영화상 여우주연상 (김희애)
- 2018년 제27회 부일영화상 여우조연상 (김선영)
- 2018년 제38회 한국영화평론가협회상 영평 11선
- 2018년 제18회 디렉터스 컷 시상식 올해의 특별언급